# Halajärvi
Halajärvi är en sjö i Finland. Den ligger i kommunen Uleåborg i landskapet Norra Österbotten, i den centrala delen av landet, 600 km norr om huvudstaden Helsingfors. Halajärvi ligger 56,2 meter över havet. Arean är 2,2 kvadratkilometer och strandlinjen är 8,77 kilometer lång. Sjön  ingår i Ijo älvs huvudavrinningsområde.   Den sträcker sig 1,8 kilometer i nord-sydlig riktning, och 2,7 kilometer i öst-västlig riktning.